# Титан Симбионик
«Титан Симбионик» (англ. Sym-Bionic Titan) — научно-фантастический мультфильм Геннди Тартаковски, Брайана Эндрюса и Пола Радиша. Создан всего один сезон из 20 эпизодов, сериал был закрыт после показа первого сезона.

## Сюжет
Объявленный как «увлекательный гибрид драмы для школьников с битвами гигантских роботов», сериал рассказывает о приключениях трёх существ с планеты Galaluna, которые совершают аварийную посадку на Земле при попытке убежать с охваченного войной родного мира. Показаны приключения Иланы, Ланса, и Октуса, двух подростков-инопланетян и гуманоидного робота, сбежавших от злого генерала, который захватил их родную планету с помощью чудовищных существ под названием Mutraddi.
Они должны слиться с повседневной жизнью в городке Шермане, штат Иллинойс. Изображая школьников, Лэнс и Октус скрывают принцессу Илану от генерала Модулы и его отвратительных космические мутантов, отправленных убить единственную наследницу. В случае наиболее серьезных опасностей Октус активирует программу защиты и он, Илана, и Лэнс объединяют «сердца, тела и разум», образуя впечатляющего кибер-гиганта Sim-Bionic Titan.

## Персонажи

### Главные герои
- Ланс — кадет Галалунской военной академии и сын графа Эдварда, величайшего учёного Галалуны и старого друга Короля и Модулы. После таинственной гибели отца, по просьбе Короля был зачислен в военную академию, где и провёл большую часть детства. Несмотря на отсутствие друзей и травлю со стороны сослуживцев, добился высоких результатов в подготовке. Был выслан с Галалуны для защиты Иланы. По характеру довольно скрытный, немного параноик, но иногда испытывает влечение к «мальчишеским хобби» — стритрейсингу и игре на гитаре. В бою пилотирует Манус — стандартный армейский бронескафандр Галалалуны, вооружённый до зубов холодным оружием и взрывчаткой.
- Илана — принцесса правящей династии Галалуны. В быту — довольно жизнерадостная и общительная девушка, пытающаяся приукрасить земную жизнь элементами Галалунской культуры. Постоянно находится под защитой Ланса и Октуса. Пилотирует уникальный бронескафандр Корус, способный генерировать силовое поле и стрелять всеразрезающим лазером.
- Октус — робот, созданный Королём накануне вторжения на Галалуну. Внешне представляет из себя шарообразный процессор, соединённый проводами с прозрачным полуэнергетическим эндокаркасом. Может маскироваться под людей: его наиболее излюбленными обликами являются Ньютон (тучный школьник примерно одного возраста, что и Илана с Лансом) и мистер Лунис (лысый мужчина среднего возраста, представляется как отец Иланы и Ланса). По характеру вначале сериала представлен как обычный робот — говорит и действует без эмоциональной окраски, полагаясь лишь на науку и логику. Тем не менее, по ходу сериала начинает проникаться человеческими чувствами, развиваясь как личность, что помогло ему завязать отношения с Кимми. Является «мозгом» троицы, одновременно с этим наблюдая за активностью чудовищ на Земле и разрабатывая новые технические устройства для подростков. Ланс и Илана тяжело переживали его временную смерть, так как за время жизни на Земле стал для них «частью семьи». В последней серии вновь оживает (предположительно, собран заново боссом Соломона).

### Антагонисты
- Модула — главный антагонист сериала. Бывший главнокомандующий войсками Галалуны и прежний старый друг Короля и графа Эдварда. Предал родину, хотя со своих слов, «его самого предали старые друзья, оставив на растерзание врагам». Возглавил армию Мутради и завоевал Галалуну. Узнав, что Илана выжила, сбежав с планеты, начал посылать за ней на Землю чудовищ, созданных учёными Мутради. Надеется, что со смертью принцессы сопротивление на планете будет окончательно подавлено.
- Генерал Стил — главнокомандующий армии США. Расследует дело прибытия главных героев на Землю с самого начала сериала. По характеру типичный патриот и ксенофоб, хотя и не брезгует время от времени пользоваться инопланетными технологиями. Презирает Соломона из-за его интереса к пришельцам, но был вынужден сотрудничать с ним, пока не подвернулся шанс открыто обвинить его в предательстве. Считает, что именно Титан привёл монстров Мутради на Землю, и что с уничтожением Титана эти вторжения прекратятся.

### Прочие
- Кейн Соломон — вице-командир Группы Галактической Обороны: большую часть сериала командует её агентами, хотя и сам должен отчитываться перед неизвестным лидером этой организации. Очень скрытный и сдержанный человек, никогда не даёт волю чувствам. Знает личности героев, так как большинство серий преследовал их, однако, убедившись в их безопасности, предложил свою посильную помощь и защиту. Конфликтует с генералом Стилом, однако защиту Земли от агрессивных пришельцев ставит на первое место.
- Кимми — лидер школьной группы поддержки и самая знаменитая девушка в школе. В первых сериях со своим появлением предстаёт как избалованная и заносчивая особа, с высока смотрящая на простых учеников, но после конфликта с Иланой начала меняться в лучшую сторону. В конце концов заводит отношения с Ньютоном (замаскированным Октусом).
- Барон — высомерный и лицемерный школьник. Впервые появляется в 8 серии. Соперник главного героя.